# آلفرد کورزیبسکی
آلفرد هابدانک اسکاربک کورزیبسکی (انگلیسی: Alfred Habdank Skarbek Korzybski؛ تلفظ به لهستانی: Polish: [ˈalfrɛt kɔˈʐɨpskʲi]; ‎/kɔːrˈzɪbski, -ˈzɪp-, -ˈʒɪp-, kəˈʒɪpski/‎؛ زاده: ۳ ژوئیهٔ ۱۸۷۹ درگذشت: ۱ مارس ۱۹۵۰) یک ریاضی‌دان، زبان‌شناس، مهندس، فیلسوف و پژوهشگر مستقل لهستانی-آمریکایی بود که رشته‌ای به نام معناشناسی عمومی را توسعه داد که از نظر او متمایزتر و فراگیرتر از حوزه معناشناسی بود. او استدلال کرد که دانش بشر از جهان هم توسط سیستم عصبی انسان و هم به زبانی که انسان توسعه داده‌است محدود می‌شود، و بنابراین هیچ‌کس نمی‌تواند مستقیماً به واقعیت دسترسی داشته باشد، بنابراین بیشترین چیزی که می‌توانیم بدانیم آن چیزی از واقعیت است که از طریق مغز فیلتر می‌شود.

## زندگی
کورزیبسکی که در ورشو، کشور ویستولا، که در آن زمان بخشی از امپراتوری روسیه بود، به دنیا آمد، متعلق به یک خانواده اشرافی لهستانی بود که اعضای آن چندین نسل به عنوان ریاضیدان، دانشمند و مهندس کار کرده بودند. زبان لهستانی را در خانه و زبان روسی را در مدارس فرا گرفت و با داشتن یک خانم فرانسوی و آلمانی از کودکی به چهار زبان مسلط شد.
کورزیبسکی در دانشگاه صنعتی ورشو در رشته مهندسی تحصیل کرد. در طول جنگ جهانی اول (۱۹۱۴–۱۹۱۸) کورزیبسکی به عنوان افسر اطلاعاتی در ارتش روسیه خدمت کرد. پس از مجروح شدن از ناحیه پا و متحمل شدن جراحات دیگر، در سال ۱۹۱۶ به آمریکای شمالی (ابتدا به کانادا و سپس به ایالات متحده) رفت تا حمل و نقل توپخانه به روسیه را هماهنگ کند. او همچنین برای مخاطبان لهستانی-آمریکایی دربارهٔ درگیری سخنرانی کرد و فروش اوراق قرضه جنگی را ترویج کرد. پس از جنگ، او تصمیم گرفت در ایالات متحده بماند و در سال ۱۹۴۰ تابعیت خود را دریافت کرد.
او مدت کوتاهی پس از آتش‌بس در سال ۱۹۱۸، با میرا اجرلی (Mira Edgerly)، نقاش پرتره‌های روی عاج، آشنا شد. آنها در ژانویه ۱۹۱۹ ازدواج کردند. این ازدواج تا زمان مرگ او ادامه داشت.